# خديعة هنريك باتوتا

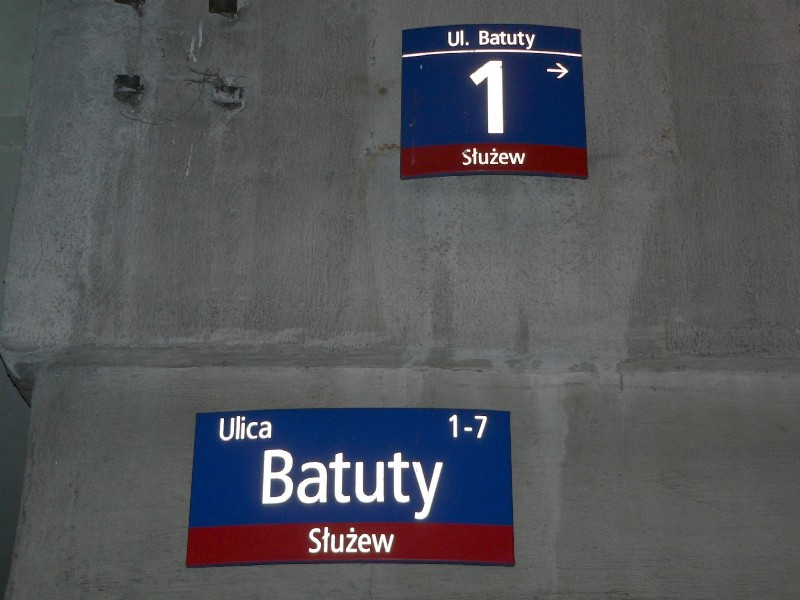
شارع هنريك باتوتا الحقيقي في وارسو

خديعة هنريك باتوتا أو خدعة هنريك باتوتا هي خدعة ارتُكبت على ويكيبيديا البولندية من تشرين الثاني/نوفمبر 2004 حتى شباط/فبراير 2006، حيث كانت هناك مقالة رئيسية عبارة عن سيرة ذاتية لشخص لم يكن له وجود.

## التاريخ
مرتكبي خدعة هنريك باتوتا قاموا بإنشاء مقالة عن شخص يُدعى هنريك باتوتا (ولد باسم إسحاق أبفيلبوم)، مدعين أنه خيال ينتمي للاشتراكية الثورية البولندية الشيوعية. كاتب السيرة الذاتية الوهمية ادعى أن باتوتا وُلد في أوديسا عام 1898، وشارك في الحرب الأهلية الروسية. تم إنشاء المقالة في 8 تشرين الثاني/نوفمبر 2004، وبقيت قائمة لمدة 16 شهرا قبل أن يتم حذفها في 1 شباط/فبراير 2006 بعدما تم اكتشافها.
كانت المقالة تتكون من عشر جمل طويلة، وقد لقيت عدد قراء كبير نوعا ما خاصة بعد تصدرها لقائمة المقالات الأكثر قراءة في ويكيبيديا البولندية بعد قصص بطولية عن الشخصية ظهرت في أبرز الصحف البولندية (غازيتا فيبورتشا على سبيل المثال) والمجلات (بريجيكروج) وكذلك الصحف البريطانية من قبيل ذا أوبزرفر.
في الحقيقة فباتوتا عبارة عن شارع في وارسو؛ وكان اسمه في السابق «شارع هنريك باتوتا»، لكن مستخدم مجهول قام بإنشاء المقالة على أساس أنه شخصية، ووفقا للصحافة فقد أراد منشئ المقالة أن يلفت الانتباه إلى حقيقة أنه لا تزال هناك أماكن في بولندا تحمل اسم مسؤولين شيوعيين سابقين والذين «لا يستحقون الشرف».
اشتهرت المقالة بعدما تم اكتشافها وترشيحها للحذف السريع، وقد حاول مرتكبيها إقناع الآخرين بصحتها من خلال توفير معلومات ببليوغرافية كاذبة ثم التلاعب بصور الشارع عبر برامج التعديل على الصور قصد خلق ملحوظية للشخصية.
هذا وتجدر الإشارة إلى أن هناك شارع في وارسو يحمل اسم «شارع باتوتا»؛ ومع ذلك، فإن الاسم يأتي من اللغة البولندية حيث أن كلمة "batuta" تعني قائد فرقة موسيقية. في هذه المنطقة بالذات؛ هناك العديد من الأحياء والشوارع التي تحمل اسم قائد موسيقي وهذا الشارع كان واحدا منهم.

## محتوى المقالة
لم يتم ترجمة المقالة البولندية للنسخة العربية من ويكيبيديا، لكن ويكيبيديا الإنجليزية فعلت ذلك بتاريخ 1 فبراير 2006 (بعدما تم الكشف عن كونها خدعة وأثارت ضجة داخل المجتمع الويكبيدي وفي بعض وسائل الإعلام).

هنريك باتوتا، اسمه الحقيقي إيزاك أبفيلبوم (ولد عام 1898 في أوديسا – وتوفي عام 1947 بالقرب من أوسترزايكي غورن) هو خيال شيوعي بولندي وناشط في الحركة العمالية.

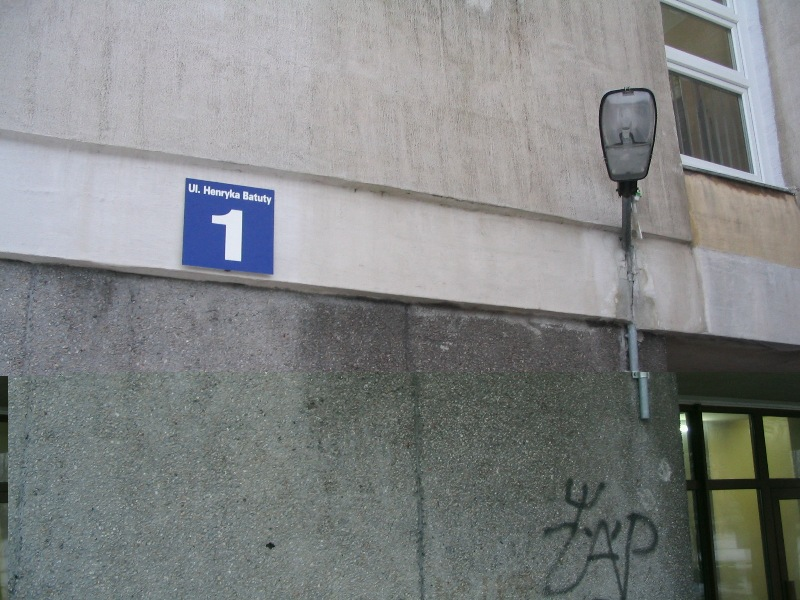
شارع هنريك باتوتا

أحد المشاركين في الحرب الأهلية الروسية، انضم إلى الحزب الشيوعي البولندي بعد عودته من الحرب، ثم انضم في وقت لاحق لحزب العمال الذي كان بقوم بتنظيم اغتيالات سرية في حق سياسيين وأفراد من الشرطة ومخبريها؛ أما أعمال القتل فقد نُفذت من قبل واكلاو كومار بالإضافة إلى تنفيذه أمور أخرى، ولم يتم اكتشاف هذا إلا في الخمسينات. من عام 1934 إلى عام 1935 كان باتوتا في السجن، وقيل أنه فر منه، ثم شارك في الحرب الأهلية الإسبانية. خلال الحرب العالمية الثانية بقي في الاتحاد السوفيتي؛ وفي عام 1943 التحق باتحاد الوطنيين البولندي؛ قبل أن يُفارق الحياة في عام 1947 بالقرب من منطقة أوسترزايكي غورن بعد اشتباك مع جيش التمرد الأوكراني.

## وصلات خارجية
- Tom Parfitt (12 فبراير 2006). "Bell tolls for Hemingway's fake comrade". The Observer. مؤرشف من الأصل في 2007-03-03.